# Ahlaf
Ahlaf (en àrab احلاف, Aḥlāf; en amazic ⴰⵃⵍⴰⴼ) és una comuna rural de la província de Benslimane, a la regió de Casablanca-Settat, al Marroc. Segons el cens de 2014 tenia una població total de 11.451 persones.